# Menominee River
Der Menominee River ist ein Zufluss des Michigansees, der entlang der Grenze zwischen den US-Bundesstaaten Michigan und Wisconsin verläuft.
Der Menominee River entsteht am Zusammenfluss seiner beiden Quellflüsse Michigamme River und Brule River unweit von Iron Mountain auf der Oberen Halbinsel von Michigan. Der Fluss fließt im Anschluss an den beiden Kleinstädten Iron Mountain und Kingsford vorbei und setzt seinen Kurs nach Süden fort. Er bildet entlang seines gesamten Flusslaufs die Grenze zwischen Michigan und Wisconsin. Schließlich mündet der Menominee River zwischen den Städten Marinette und Menominee in die Green Bay, einer westlichen Seitenbucht des Michigansees. Der Menominee River hat eine Länge von 187 km. Sein Einzugsgebiet umfasst 10.500 km². Am Fluss liegen 9 Wasserkraftwerke, welche über kurze Portagen umgangen werden können.